# Championnat du Népal de football 2015
Navigation
Saison précédente Saison suivante
La saison 2015 du Championnat du Népal de football est la quarante-troisième édition de la Nepal National League, le championnat de première division au Népal. Les neuf formations sont réunies au sein d'une poule unique où elles s'affrontent deux fois au cours de la saison. Toutes les rencontres sont disputées au Stade Dasarath Rangasala. 
C'est le Three Star Club qui remporte la compétition cette saison après avoir terminé en tête du classement final, avec deux points d'avance sur le Nepal Army Club et quatre sur le tenant du titre, Manang Marsyangdi Club. Il s'agit du cinquième titre de champion du Népal de l'histoire du club.
Seuls cinq des onze participants de la précédente saison sont autorisés par la fédération à prendre part à la compétition. Quatre nouvelles formations font quant à elles leur début au plus haut niveau.
Le championnat a été affecté par les séismes du mois d'avril, il est interrompu le 25 avril pour reprendre le 14 septembre 2015. Le championnat sera suspendu les saisons suivantes en raison de problèmes internes à la fédération népalaise de football et ne reprendra que fin 2018.

## Les clubs participants
- Jhapa XI
- Manang Marsyangdi Club
- Far Western FC
- Morang FC
- Nepal Army Club
- Népal Police Club
- Nabil Three Star Club
- Nepal Armed Police Force Team
- Jagadamba Lumbini FC

## Compétition
Le barème de points servant à établir le classement se décompose ainsi :
- Victoire : 3 points
- Match nul : 1 point
- Défaite : 0 point

### Classement
| Rang | Équipe                        | Pts | J  | G  | N | P  | Bp | Bc | Diff |
| ---- | ----------------------------- | --- | -- | -- | - | -- | -- | -- | ---- |
| 1    | Nabil Three Star Club         | 35  | 16 | 10 | 5 | 1  | 32 | 9  | +23  |
| 2    | Nepal Army Club               | 33  | 16 | 9  | 6 | 1  | 38 | 6  | +32  |
| 3    | Manang Marsyangdi ClubT       | 31  | 16 | 9  | 4 | 3  | 29 | 9  | +20  |
| 4    | Jhapa XI                      | 27  | 16 | 8  | 3 | 5  | 23 | 13 | +10  |
| 5    | Nepal Armed Police Force Team | 23  | 16 | 7  | 2 | 7  | 29 | 25 | +4   |
| 6    | Far Western FC                | 20  | 16 | 5  | 5 | 6  | 26 | 33 | -7   |
| 7    | Népal Police Club             | 13  | 16 | 3  | 4 | 9  | 14 | 29 | -15  |
| 8    | Jagadamba Lumbini FC          | 8   | 16 | 2  | 2 | 12 | 10 | 43 | -33  |
| 9    | Morang FC                     | 7   | 16 | 0  | 7 | 9  | 10 | 44 | -34  |

|  | Qualification pour le tour préliminaire de la Coupe de l'AFC 2017 |
|  | T : Tenant du titre                                               |

### Matchs
| Résultats (▼dom., ►ext.)      | APF | FWFC | JHA | LUM | MMC | MOR | NAC | NPC | TSC |
| Nepal Armed Police Force Team |     | 3-5  | 1-2 | 5-1 | 0-1 | 4-1 | 1-1 | 3-0 | 3-1 |
| Far Western FC                | 0-0 |      | 0-2 | 4-0 | 0-6 | 1-1 | 1-1 | 2-2 | 0-1 |
| Jhapa XI                      | 0-1 | 1-1  |     | 0-1 | 1-0 | 5-1 | 2-1 | 2-0 | 0-0 |
| Jagadamba Lumbini FC          | 2-3 | 1-3  | 1-3 |     | 0-2 | 1-1 | 0-5 | 1-4 | 0-1 |
| Manang Marsyangdi Club        | 3-0 | 3-0  | 3-2 | 1-0 |     | 7-1 | 1-1 | 0-0 | 0-2 |
| Morang FC                     | 1-4 | 1-5  | 0-0 | 1-1 | 0-0 |     | 0-0 | 0-1 | 1-4 |
| Nepal Army Club               | 1-0 | 7-0  | 1-0 | 5-0 | 1-0 | 7-0 |     | 3-0 | 1-1 |
| Népal Police Club             | 0-2 | 1-4  | 1-3 | 0-1 | 0-1 | 1-1 | 0-3 |     | 2-2 |
| Three Star Club               | 4-1 | 3-0  | 1-0 | 5-0 | 1-1 | 3-0 | 0-0 | 1-2 |     |

## Bilan de la saison
| Championnat du Népal de football 2015 |                                           |
| Champion                              | Nabil Three Star Club (5e titre)          |
| Qualifications continentales          |                                           |
| Coupe de l'AFC 2017                   | Nabil Three Star Club (tour préliminaire) |
| Promotions et relégations             |                                           |
| Promus en A Division League           | Aucun                                     |
| Relégués en B Division League         | Aucun                                     |